# 플레전트빌 (영화)
《플레전트빌》(영어: Pleasantville)은 1998년 미국 십대 판타지 코미디 드라마 영화이다. 게리 로스 감독이 각본을 쓰고 제작, 감독까지 맡았으며 뉴 라인 시네마사가 배급했다. 토비 매과이어, 리스 위더스푼, 윌리엄 H. 메이시, 조앤 앨런, 폴 워커, 말리 셸턴 등이 출연했다.
캐나다에서 9월 17일에, 미국에서는 10월 23일에 개봉했다.
1999년 제71회 아카데미상에서 미술상, 의상상, 음악상 후보에 올랐다.

## 출연
주요 인물
- 토비 매과이어 - 데이비드 / 버드 파커 역: 영화 처음부터 등장하는 주인공으로, 천국과 같은 유토피아 플레전트빌의 세상에서 1950년대 삶을 살게 되는 소년이다. 하지만 데이비드는 서서히 이곳에서의 삶이 현실과 크게 다르지 않다는 걸 발견한다.

- 리스 위더스푼 - 제니퍼 / 메리 수 파커 역: 데이비드와 너무나도 다른 쌍둥이 형제이다. 제니퍼는 섹스라는 게 존재하지 않는 플레전트빌에 산재해 있는 제약을 깨닫고 마을에 변화를 가져오게 되고, 본인 스스로를 변화시키기 위해 여러 소설을 읽어보기도 한다. 마지막에 플레전트빌에 머물기로 결정하고 대학교에 진학한다.

- 제프 대니얼스 - 빌 존슨 역: 직무에만 빠져 사는 사람이다. 이외엔 그 어떤 것도 할 줄 모르는 그는 데이비드의 조언으로 작은 여유를 갖게 된다. 빌은 이를 계기로 그림도 그리고 쉴 거리를 찾아 밖을 나서게 된다. 영화 중반부에 이르러서는 창문에 벗은 채로 그림을 그리는 등 주요 인물로 비중있게 다뤄진다.

- 조앤 앨런 - 베티 파커 역: 조지의 아내로 전형적인 주부이며 감정 기복이 심하며 여러모로 갈등을 하게 된다. 제니퍼로부터 자위를 추천받기도 한다. 그녀는 다른 남자와 바람이 나는데, 1950년대에도 사회에서 금기시되는 일들이 종종 벌어졌음을 어렴풋이 상기하는 역할을 하고 있다.

- 윌리엄 H. 메이시 - 조지 파커 역: 전형적인 1950년대 사고 방식이 박혀있는 노동자 아버지이다. 변화를 싫어하며 플레전트빌이 조금씩 바뀌어가자 어떻게 해야 좋을지를 모른다. 아내를 사랑하는 법도 모르다가 데이비드가 이에 대해 도움을 주면서 궁극적으로 아내가 얼마나 소중한지 깨닫게 된다.

그 외
- J. T. 월시 - 밥 "빅 밥" 역
- 폴 워커 - 스킵 마틴 역
- 말리 셸턴 - 마거릿 헨더슨 역
- 주세피 앤드루스 - 하워드 역
- 제니 루이스 - 크리스틴 역
- 머리사 리비시 - 키미 역
- 제인 캐즈매럭 - 데이비드와 제니퍼의 어머니 역
- 돈 노츠 - 익명의 TV 수리공 역
- 데이비드 톰 - "화이티" 역
- 매기 로슨 - 리사 앤 역
- 앤드리아 테일러 - 페기 제인 역

## 기타 제작진
- 음악 감독: 보니 그린버그

## 주제
감독인 게리 로스는 "이 영화는 개개인에게 가해지는 억압이 보다 큰 정치적 탄압을 유발하게 된다는 사실을 다룬다... 우리들은 우리 안에 존재하는 무언가를 혹은 변화를 두려워하고, 그 공포를 다른 대상에게 투사하게 되는데, 그로 인해 다량의 매우 추잡한 사회 상황이 발생하게 된다"고 밝혔다.
영화 속에서 총천연색으로 변화한 사람들에게 가해지는 차별은 1950년대에 산재하던 인종 차별을 떠올리게 한다.

## 반응

### 비평
대체로 관객 반응은 "신선하다"가 지배적이었다. 영화 평론가 로저 이버트는 4점 만점에 4점을 주면서 올해의 최고 영화로 꼽아도 손색이 없을 것이라고 평했다.

## 수상 및 후보
- 제19회 보스턴 영화 비평가 협회상 (1998)
  - 최고 남우조연상 - 윌리엄 H. 메이시 수상
  - 최고 여우주연상 - 조앤 앨런 수상
- 제25회 새턴상 (1999)[6]
  - 최고 남우/여우주연상(젊은 연기자상 부문) - 토비 매과이어 수상
  - 최고 여우조연상 - 조앤 앨런 수상
- 제71회 아카데미상 (1999)
  - 미술상, 의상상, 음악상 후보

## 우리말 녹음
SBS 성우진 (2002년 11월 1일)
- 강수진 - 데이비드/버드 (토비 매과이어)
- 우정신 - 제니퍼/메리 수 (리스 위더스푼)
- 설영범 - 조지 (윌리엄 H. 메이시)
- 이경자 - 베티 (조앤 앨런)
- 황원
- 이봉준
- 이병식
- 안종덕
- 주유랑
- 이현진
- 최지환
- 엄태국
- 홍소영